# Kreisklinikum für Notfallmedizin Timișoara
Das Kreisklinikum für Notfallmedizin Timișoara (rumänisch Spitalul Clinic Județean de Urgență Timișoara; volkstümlich Kreisspital) wurde 1974 als das Erste Kreiskrankenhaus (rumänisch: Spitalul Clinic Județean Nr. 1) und als zentrales Universitätsklinikum in Timișoara gegründet und ist bis heute das größte und modernste Krankenhaus im Kreis Timiș und im Westen Rumäniens.

## Geschichte
Der stetige Bevölkerungszuwachs in den 1960er Jahren hatte den Bau eines neuen, modernen Krankenhauses in Timișoara erforderlich gemacht. 1970 wurde der Bau eines neunstöckigen zentralen Universitätsklinikums beschlossen. Zwischen 1970 und 1974 wurde das neue Kreiskrankenhaus im Neubaugebiet Calea Girocului gebaut, das größte und modernste Krankenhaus im Westen Rumäniens.
Mitbegründer und erster Direktor des Kreisspitals war Ferdinand Nistor-Gallo, einer der größten Förderer des Banater Gesundheitswesens. Als Direktor des Kreisspitals richtete er die erste Dialysestation ein und nahm die erste Nierentransplantation in Rumänien vor. Das Kreiskrankenhaus betreibt auch eine Schule zur Ausbildung des medizinischen Personals.

### 1970er Jahre
Nach der Übergabe hatte das Krankenhaus folgende Struktur:
- Im Erdgeschoss waren die Verwaltungsämter des Klinikums und der Kreisgesundheitsdirektion sowie die Notfallambulanz untergebracht.
- Im ersten Obergeschoss waren sämtliche Labors eingerichtet: das Zentrallabor (Direktor Nicolae Dragomir), das Physiologielabor (Direktor Franz Schneider), das Labor für Nuklearmedizin (Direktor Geza Deutsch) und Allergologie (Direktor Ion Dinu), für Radiologie (Direktor Nicolae Mărgineanu) und die Hämodialyse (Direktor Ovidiu Golea).
- Im zweiten Obergeschoss befanden sich die Klinik für Anästhesie und Intensivtherapie (AIT) mit 47 Betten (Direktor Aurel Mogoșan)
- Im dritten Obergeschoss wurde die erste Chirurgische Klinik mit 100 Betten (Direktor Pius Brânzeu) eingerichtet.
- Im vierten Obergeschoss die zweite Chirurgische Klinik mit 100 Betten (Direktor Constantin Caloghera).
- Im fünften Obergeschoss die Klinik für Urologie mit 100 Betten (Direktor Alexander Branco Stefanovici).
- Im sechsten Obergeschoss wurden zwei Kliniken mit je 50 Betten eingerichtet für Stoffwechselkrankheiten (Direktor Gheorghe Băcanu) und Neurochirurgie (Direktor Vasile Miclăuș).
- Im siebenten Obergeschoss die Erste Medizinische Klinik mit 100 Betten (Direktor Ștefan Gavrilescu).
- Im achten Obergeschoss die Zweite Medizinische Klinik mit 100 Betten (Direktor Constantin Zosin).
- Im neunten Obergeschoss die Klinik für Neurologie mit 76 Betten (Direktor Alexandru Sofletea) und die Klinik für Endokrinologie mit 24 Betten (Direktor Aurel Popescu)
- In den beiden Nebengebäuden wurde die Abteilung für Arbeitsmedizin, die Blutbank und die Gerichtsmedizin eingerichtet.
- Auf dem Hofgelände befanden sich eine zweite Rettungsstation und die Küche mit Kantine.

### 1980er Jahre
In den 1980er Jahren wurde im Kreiskrankenhaus die erste Nierentransplantation in Rumänien durchgeführt, es wurde die Endoskopie in der Urologie und im Bereich Magen-Darm-Trakt eingeführt sowie die Implantation von Herzschrittmachern weiterentwickelt.

### 1990er Jahre
In den 1990er Jahren wurde die Computertomografie, die Ultraschalluntersuchung und die Videoendoskopie im Kreisspital eingeführt.

### 2000er Jahre
In den 2000er Jahren erhielt das Kreiskrankenhaus durch die neuen Orthopädischen Kliniken und das Unfallkrankenhaus Casa Austria neue Abteilungen  nach modernsten EU-Standards.

### 2010er Jahre
Durch die Angliederung der Universitätsklinik für Gynäkologie und Geburtshilfe Bega, der Klinik für Psychiatrie, der Poliklinik für Sportmedizin und des Studentenambulatoriums entstand in den 2010er Jahren das Kreisklinikum für Notfallmedizin Timișoara (rumänisch Spitalul Clinic Județean de Urgență Timișoara).
2012 erhielt das Kreisklinikum eine neue moderne Intensivstation. Diese umfasst 16 Räumlichkeiten mit je zwei Betten. Zwei Räume sind mit je einem Bett ausgestattet. Rund zwei Millionen Euro wurden in zehn Jahren in die neue Intensivstation investiert. Eine Million Euro stellte der Kreisrat Timiș zur Verfügung, der Rest des Geldes kam von privaten Spendern oder aus verschiedenen Wohltätigkeitsveranstaltungen. Insgesamt 30 Patienten können in der neuen Intensivstation gleichzeitig behandelt werden. Weitere zwölf Patienten können in speziellen Räumlichkeiten der Operationssäle untergebracht werden.